# Isobutilè
L'isobutilè, isobutilé, isobutè o isobuté (també metilpropè o metilpropé) és un hidrocarbur d'importància industrial significativa. És un alquè de quatre carbonis (olefina), un dels quatre isòmers del butilè. A temperatura estàndard és un gas incolor i inflamable.

## Usos
L'isobutilè es fa servir com intermedi en la producció de nombrosos productes. Es fa reaccionar amb metanol i etanol en la fabricació d'oxigenats de la gasolin metil tert-butil èter (MTBE) i etil tert-butil èter (ETBE), respectivament. L'alquilació amb butà produeix isooctà, un altre additiu del combustible. també s'usa per produir metacroleïna.

## Fabricació
L'isobutilè es pot aïllar en la refineria per reacció amb àcid sulfúric, però el mètode industrial més comú és per deshidrogenació catalítica d'isobutà.